# Misty (島谷ひとみのアルバム)
『misty』（ミスティ）は、日本の女性歌手・島谷ひとみの9枚目のオリジナル・アルバム。2018年11月28日にリリースされた。
本作は、リバイバル中の1980年代から1990年代のサウンドを意識したシティポップスを前面に出している。 “misty”というタイトルとアルバム全体のコンセプトについて、島谷自身は次のように紹介している。
島谷が自らアルバムタイトルを決めたのは本作が初めてである。

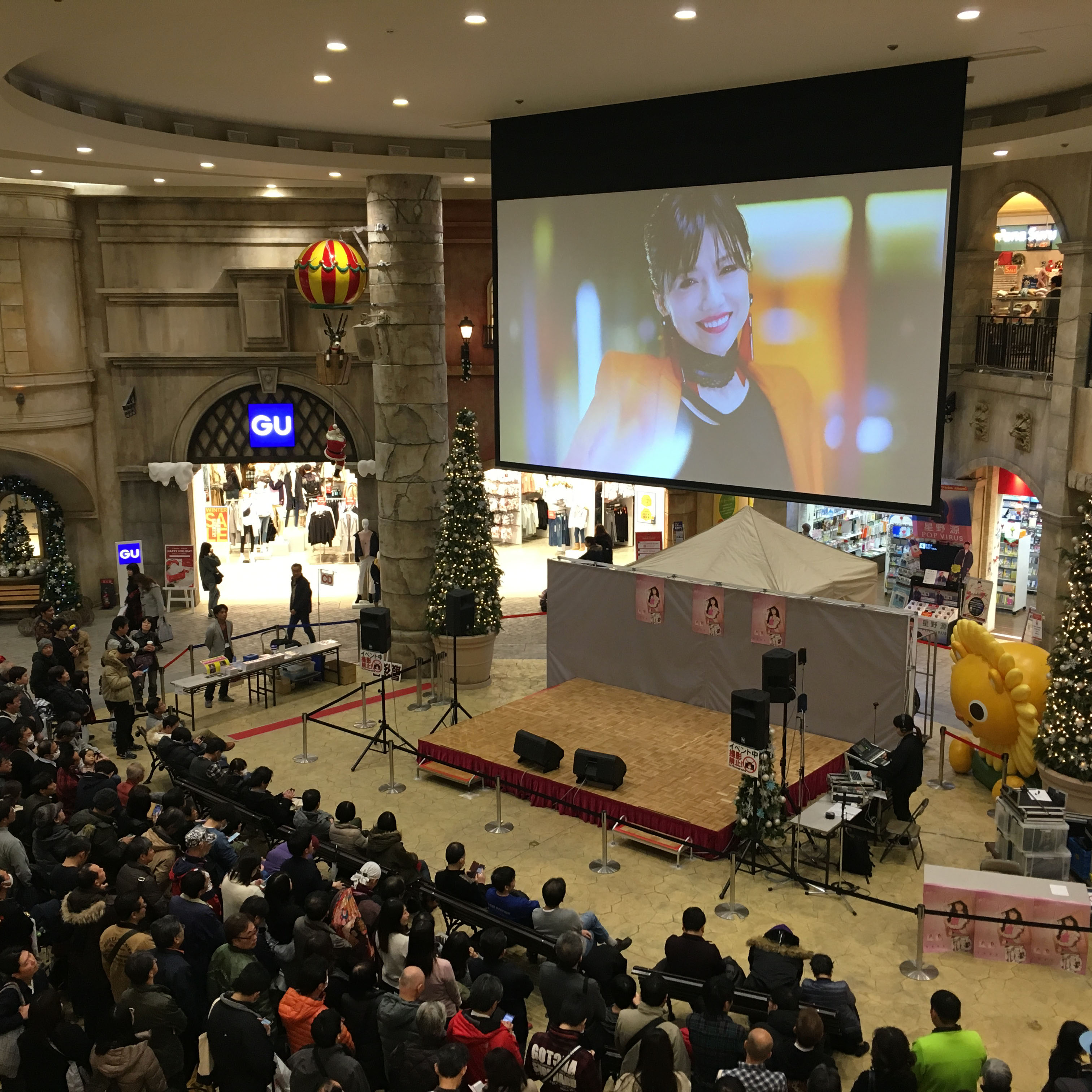
トレッサ横浜でのリリースイベント（開演前）

リード曲の「Vivace!」（ビバーチェ）はラテンテイストのアッパーな曲で、島谷によると「アルバムの中でいちばん元気のある」明るいダンサブルなナンバーとなっており、ミュージックビデオでは、折しも「U.S.A.」を大ヒットさせ再ブレイクしていた DA PUMP の TOMO が振り付けを行なった。TOMO は、曲のキャッチ―さと島谷が持つしなやかさが活きるよう、米国で流行しているハーレムシェイク、ミリーロックダンス、そして TikTok で流行っているダンスを融合させたと語っている。
本アルバムの発売を記念して、約12分のショートムービー「musical short Movie『misty』」が撮り下ろされ、GYAO! で配信された。これは同年の夏に話題となった映画『カメラを止めるな!』に主演した濱津隆之とその主題歌を歌った山本真由美が出演し長回しの1カットで撮影された作品で、島谷はカップルの2人の恋模様を見守る女神役として登場する。

## 収録曲

### CD
1. misty (1:45)
作曲・編曲：ツタナオヒコ[11]
2. Vivace! (4:13)
作詞：sorano / 作曲：斉門 / 編曲：Yamachi
3. Golden Lady (3:59)
作詞：木村友威 / 作曲・編曲：藤谷一郎
4. gentle rain (5:26)
作詞・作曲：斉門 / 編曲：春川仁志
5. LOVE (4:12)
作詞：Safari Natsukawa / 作曲・編曲：春川仁志
6. Cinderella (4:44)
作詞：木村友威 / 作曲・編曲：佐々木章
7. Fragile (5:03)
作詞・作曲・編曲：安部純
8. The Bright Side (3:33)
作詞：sorano / 作曲：Tatiana Zagorac, Naohiko Tsuta / 編曲：Naohiko Tsuta
9. sabão (5:20)
作詞：睦 / 作曲・編曲：井出泰彰

### DVD
1. Vivace! Music Clip
Director: 北平誠治
2. Golden Lady Music Clip
Director: 弓削匠、神作大介
3. Vivace! misty Special Movie
Producer: 岡村信善